# Liste der Monuments historiques in Saint-Jacques-de-la-Lande
Die Liste der Monuments historiques in Saint-Jacques-de-la-Lande führt die Monuments historiques in der französischen Gemeinde Saint-Jacques-de-la-Lande auf.

## Liste der Objekte
| Bezeichnung                | Beschreibung                                                             | Standort                        | Kennzeichnung | Schutzstatus | Datum | Bild |
| -------------------------- | ------------------------------------------------------------------------ | ------------------------------- | ------------- | ------------ | ----- | ---- |
| Skulptur Madonna mit Kind  | Holz, polchrom gefasst und vergoldet, zweite Hälfte des 18. Jahrhunderts | in der Kirche St-Jacques (Lage) | PM35002763    | Inscrit      | 1997  |      |
| Instrumentalteil der Orgel | 1861                                                                     | in der Kirche St-Jacques (Lage) | PM35000549    | Classé       | 1989  |      |
| Orgelgehäuse               | 1861                                                                     | in der Kirche St-Jacques (Lage) | PM35001015    | Classé       | 1989  |      |